# 川合千里
川合 千里（かわい ちさと、1977年6月8日 - ）は、日本のフリーアナウンサー、女優。ニチエンプロダクション所属。身長170センチメートル。血液型A型。

## 来歴
静岡県浜松市出身。同じく浜松市出身のジャズピアニスト・上原ひろみは、高校時代からの友人である。
法政大学法学部を卒業後、2001年から3年間NHK静岡放送局の契約キャスターを、2004年から3年間静岡第一テレビのアナウンサーを務めた。
静岡第一テレビを退社後、ニチエンプロダクション所属のフリーアナウンサーになる。また、女優としての活動も開始する。様々な作品でアナウンサーやリポーターを演じており、『パーフェクト・リポート』や『ウルトラマンジード』などの一部の連続ドラマには準レギュラーで出演している。『ウルトラマンジード』に関しては劇場版にも出演している。

## 出演

### テレビ番組
- たっぷり静岡（NHK静岡放送局） - 18時台キャスター
- しずおか情報ランチ（NHK静岡放送局） - キャスター
- NHKニュースおはよう日本 ローカルパート（NHK静岡放送局） - リポーター
- ぐるっと静岡食紀行（静岡第一テレビ、2004年 - 2006年）[4]
- 静岡○ごとワイド!（静岡第一テレビ、2004年 - 2007年） - リポーター、ナレーター
- ニュースプラス1しずおか（静岡第一テレビ） - リポーター、ナレーター
- NewsリアルタイムSHIZUOKA（静岡第一テレビ、2006年 - 2007年） - キャスター
- しずおか歩記（静岡第一テレビ、2006年 - 2007年） - リポーター
- 焼津みなとマラソン、全国高校サッカー静岡県大会などの各種スポーツ中継（静岡第一テレビ） - リポーター
- イチオシ!2泊3日の旅 静岡編（BS日テレ、2014年） - 案内人
- 武田修宏のタケダジャーナル（静岡朝日テレビ、2018年） - ナレーター

### テレビドラマ
- 女帝 第4話（朝日放送/テレビ朝日、2007年） - ニュースキャスター 役
- モップガール 第1話・第3話・第4話・第5話（テレビ朝日、2007年） - アナウンサー 役
- ファイブ（NHK総合テレビ、2008年）
- CHANGE 第8話・第9話・第10話（フジテレビ、2008年） - 記者 役
- LIAR GAME シーズン2 第1話（フジテレビ、2009年） - リポーター 役
- 月の恋人〜Moon Lovers〜 第1話（フジテレビ、2010年） - ニュースキャスター 役
- 絶対零度〜未解決事件特命捜査〜 第5話（フジテレビ、2010年） - レポーター 役
- ハンマーセッション! 第8話（TBS、2010年） - 司会者 役
- パーフェクト・リポート 第1話・第2話・第3話・第4話・第8話（フジテレビ、2010年） - キャスター 役
- ガリレオXX 内海薫最後の事件 愚弄ぶ（フジテレビ、2013年） - キャスター 役
- 激流〜私を憶えていますか?〜 第4話（NHK総合テレビ、2013年） - キャスター 役
- ハードナッツ! 〜数学girlの恋する事件簿〜 第1話・第4話（NHK BSプレミアム、2013年） - ニュースキャスター 役
- 金曜プレステージ 流氷の夜会（フジテレビ、2014年）
- 遺留捜査スペシャル3 連続バックドラフト殺人事件発生!!（テレビ朝日、2014年） - リポーター 役
- 月曜ゴールデン 女流ミステリー作家 薬師寺叡子 京都殺人ダイアリー（TBS、2015年）
- 死の臓器 第5話（WOWOW、2015年） - キャスター 役
- 相棒 season14 第3話（テレビ朝日、2015年） - リポーター 役
- 掟上今日子の備忘録 第5話（日本テレビ、2015年） - リポーター 役
- サムライせんせい 第4話（テレビ朝日、2015年） - アナウンサー 役
- 最上の命医2016（テレビ東京、2016年） - レポーター 役
- 僕のヤバイ妻 第1話・第2話・第4話（関西テレビ、2016年） - 記者 役
- モンタージュ 三億円事件奇譚（フジテレビ、2016年） - ニュースアナウンサー 役
- 受験のシンデレラ 第1話・第2話・第4話（NHK BSプレミアム、2016年） - アナウンサー 役（声のみの出演）
- 模倣犯 前篇・後篇（テレビ東京、2016年） - アナウンサー 役
- IQ246〜華麗なる事件簿〜 第1話（TBS、2016年） - インタビュアー 役
- 相棒 season15 第12話（テレビ朝日、2016年） - リポーター 役
- 楽園（WOWOW、2017年） - レポーター 役
- 金曜ロードSHOW! 銭形警部（日本テレビ、2017年） - 報道記者 役
- この世にたやすい仕事はない 第1話（NHK BSプレミアム、2017年） - バスのアナウンス（ナレーション）
- ウルトラマンジード（テレビ東京、2017年） - 女性キャスター 役
- オバチャン保険調査員 赤宮楓のマル秘事件簿（毎日放送/TBS、2017年）
- 奥様は、取り扱い注意 第6話（日本テレビ、2017年） - リポーター 役
- 刑事ゆがみ 第5話（フジテレビ、2017年）
- モンテ・クリスト伯 -華麗なる復讐- 第1話（フジテレビ、2018年） - 記者 役
- 刑事7人 シーズン4 第1話（テレビ朝日、2018年）
- ハゲタカ 第5話・第6話（テレビ朝日、2018年） - アナウンサー 役
- レ・ミゼラブル 終わりなき旅路（フジテレビ、2019年） - キャスター 役
- ウルトラマン ニュージェネレーションクロニクル 第3話・第23話・第24話（テレビ東京、2019年）
- 俺のスカート、どこ行った? 第9話（日本テレビ、2019年） - 記者 役
- 最上の命医2019（テレビ東京、2019年） - キャスター 役
- 歪んだ波紋 第8話（NHK BSプレミアム、2019年）
- シロでもクロでもない世界で、パンダは笑う。 第5話・第7話・第10話（読売テレビ、2020年） - アナウンサー 役
- 競争の番人 第8話（2022年8月29日、フジテレビ） - 式典の司会者 役

### 広告
- TOKAI 朝霧のしずく（2013年 - 2016年）
- ミクシィ モンスターストライク CM（2018年）

### 映画
- HERO（東宝、2007年） - 女性記者 役
- 20世紀少年（東宝、2008年・2009年） - 女性リポーター 役
- 愛のむきだし（ファントム・フィルム、2008年・2009年） - 女性リポーター 役
- 謝罪の王様（東宝、2013年）
- 劇場版 ウルトラマンジード つなぐぜ! 願い!!（松竹、2018年） - 女性キャスター 役